# Zespół Szkół Muzycznych im. Apolinarego Szeluty w Słupcy

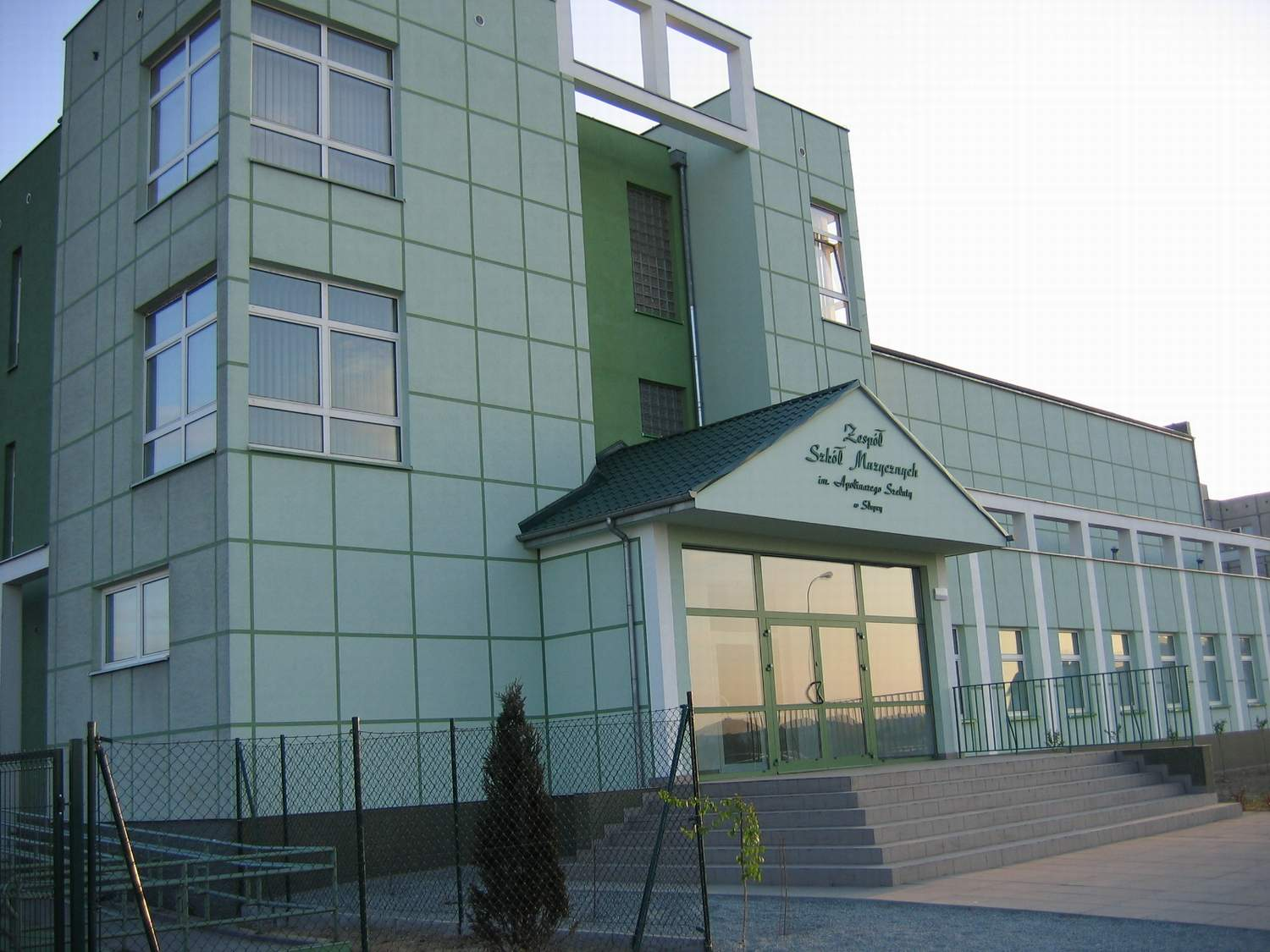
Budynek szkoły, widok na salę koncertową

Zespół Szkół Muzycznych im. Apolinarego Szeluty w Słupcy – ośrodek kształcenia muzycznego składający się ze szkoły muzycznej I i II stopnia z siedzibą w Słupcy. 
Pierwszą siedzibą szkoły był zabytkowy, klasycystyczny dworek szlachecki znajdujący się przy ulicy Warszawskiej w Słupcy. W roku 2000 szkoła przeniosła się do nowej siedziby, zaprojektowanej i wybudowanej z myślą właśnie o umieszczeniu w niej szkoły muzycznej. Na początku 2007 roku oddano przy szkole salę koncertową na ok. 150 miejsc.
W szkołach kształci się młodzież z terenu powiatu słupeckiego oraz powiatów ościennych. Do znanych absolwentów szkoły należy gitarzysta klasyczny Łukasz Kuropaczewski.
We wrześniu 2022 ZSM został przekształcony w Państwową Szkołę Muzyczną I stopnia.